# Nain (Terra Nova e Labrador)
Nain ou Naina (na língua Inuit: Nunajnguk) é a localidade permanente mais setentrional na província canadense de Terra Nova e Labrador, localizada a cerca de 370 quilômetros por via aérea de Happy Valley-Goose Bay. A localidade foi estabelecida como uma missão da Morávia em 1771 por Jens Haven e outros missionários. A partir de 2011, a população era de 1.424 habitantes, de etnia principalmente Inuit e mista Inuit-Europeu.